# Kono Sekai no Katasumi ni (manga)
Kono Sekai no Katasumi ni (この世界の片隅に?  lit. En este rincón del mundo) es una serie de manga escrita e ilustrada por Fumiyo Kōno que se publicó del 5 de enero del 2006 al 6 de enero de 2009 en Weekly Manga Action. Sigue la vida de Suzu Urano, una joven novia con su nueva familia que vive en las afueras de Kure City durante la Segunda Guerra Mundial. Fue traducido por JManga bajo el título To All the Corners of the World. Después del cierre de JManga, Futabasha publicó el manga digitalmente y lo puso a disposición para leer en BookWalker, una tienda de manga digital y una aplicación. Más tarde, Seven Seas Entertainment obtuvo la licencia para su lanzamiento en América del Norte con el título original. Se adaptó a un especial de televisión de acción en vivo en 2011. En 2016 se lanzó una adaptación cinematográfica de película de anime producida por el estudio MAPPA. Se transmitió una serie de acción en vivo de televisión en TBS de julio a septiembre de 2018.

## Argumento
La historia sigue a Suzu, una joven japonesa inocente que es una ilustradora talentosa que vive en Hiroshima y Kure, Japón, durante la Segunda Guerra Mundial. Cuando Suzu tenía 18 años, trabajaba para una pequeña empresa familiar cuando un joven desconocido le propuso matrimonio de repente. El hombre, Shūsaku, vivía en Kure como un civil de la marina, recordaba haber visto a Suzu hace diez años, con experiencias fantásticas. Suzu se casó con él, se mudó a Kure y se unió a la familia de Shūsaku. Sin embargo, las nubes oscuras de la guerra contra Estados Unidos se acercaban y amenazaban al pueblo japonés común.
Kure, una gran ciudad portuaria, se encuentra a una hora en tren local desde Hiroshima. El puerto está frente al mar interior de Seto y es ampliamente conocido como la base militar más grande de la Armada Imperial Japonesa. Mientras Japón perdía ante Estados Unidos, las condiciones de vida en Japón empeoraban y las fuerzas militares estadounidenses amenazaban a los japoneses comunes.
A pesar de la escasez de alimentos, Suzu hizo esfuerzos para superar las duras condiciones durante la guerra y también para prepararse para mitigar los daños del bombardeo. En 1945, los ataques aéreos estadounidenses comenzaron y atacaron fuertemente buques de guerra e instalaciones navales y las áreas de la ciudad en Kure. Suzu se preguntaba si volverá a la ciudad natal (Eba) en Hiroshima, aún no bombardeada, desde la casa de Kure. Cuando Suzu todavía estaba en Kure, el 6 de agosto de 1945, el bombardeo atómico destruyó horriblemente a innumerables seres humanos y todo en Hiroshima.
Como muchos japoneses, Suzu no pudo evitar la tragedia inevitable, traída por la guerra, y la guerra privó a Suzu de sus personas apreciadas, y también de "una parte insustituible de su cuerpo" que es su mano derecha, por su dominio y confiabilidad hacia eso. Cuando la guerra terminó nueve días después del bombardeo atómico, la familia comenzó una nueva vida en la época del recién nacido Japón. Suzu recuperó la motivación para salir adelante, para ella y los demás, con coraje y afecto, en un rincón del mundo.

## Personajes
- Suzu - Se casó en su adolescencia y se mudó de su ciudad natal en Hiroshima a la casa de Shūsaku en Kure. Personaje inocente e ingenuo, es buena dibujando. Hizo esfuerzos para superar muchas dificultades durante la guerra, pero luego sufrió una tragedia.
- Shūsaku - El marido de Suzu. Persona seria y tranquila. Oficial judicial del Tribunal Militar de Kure. Es cuatro años mayor que Suzu.
- Harumi - Niña de unos 5 años. Sobrina de Suzu. Hija de Keiko. Muerta por bomba estadounidense en Kure, cuando caminaba con Suzu.
- Keiko - Hermana de Shūsaku y viuda. La madre de Harumi. Ella también tiene un hijo llamado Hisao que fue reclamado por la familia de su difunto esposo como el heredero de la familia. Ella ya no tiene ningún derecho a verlo.
- Tetsu - Amigo de Suzu desde la infancia. Tenía buenos recuerdos de Suzu. Un marinero de la marina del crucero japonés Aoba. De hecho, está enamorado de Suzu.
- Sumi - La hermana menor de Suzu. Más tarde enfermó gravemente a causa de la radiación de la bomba atómica en Hiroshima.
- Entarō - El padre de Shūsaku. Un ingeniero de Hiro Naval Arsenal.
- San - La madre de Shūsaku. Tiene una lesión en la pierna que limita su capacidad para ayudar en las tareas domésticas. Se da a entender que Shūsaku se casó con Suzu para que ella pueda cuidar de la familia, pero él lo niega.
- Jūrō - El padre de Suzu. Era dueño de un negocio familiar para cultivar y comercializar algas, pero luego se convirtió en trabajador de una fábrica. Más tarde enfermó gravemente a causa de la radiación de la bomba atómica en Hiroshima y murió.
- Kiseno - La madre de Suzu. Desaparecido después de la bomba atómica en Hiroshima, y probablemente este muerta.
- Yōichi - El hermano mayor de Suzu. Como soldado enviado a una isla de las batallas en el sur del Océano Pacífico. Se informó que murió en acción.
- Rin/Lin: cortesana que trabaja en el barrio rojo de Kure. Cuando era más joven, Lin usó la azotea de los abuelos de Suzu para refugiarse. Allí conoció brevemente a Suzu, quien le ofreció una sandía. Al final de su vida, se encuentra con Suzu nuevamente en la ciudad de Kure debido a que Suzu se pierde en su camino de regreso a la casa. Forman una amistad. Sin que Suzu lo supiera, Shūsaku tenía una relación con Rin. Ella se da cuenta de esto más tarde y pone tensión en su relación con Shūsaku. Suzu siente que es inferior a Rin, pero todavía quiere que Shūsaku averigüe si está bien cuando escuche que el área en la que vive Rin fue bombardeada. Suzu descubre que el burdel de Rin fue completamente destruido y se da cuenta de que estaba muerta.

## Media

### Manga
El manga de Fumiyo Kōno se publicó del 5 de enero de 2006 al 6 de enero de 2009 en la revista seinen Weekly Manga Action de Futabasha y se recopiló en tres volúmenes.

### Especial de televisión de acción en vivo
La serie fue adaptada a un especial de televisión de acción real que se emitió el 5 de agosto de 2011 en NTV, protagonizado por Keiko Kitagawa como Suzu Urano, Keisuke Koide como Shūsaku Hōjō, Yūka como Rin Shiroki, Mokomichi Hayami como Tetsu Mizuhara, Ryo como Keiko, Saburō Shinoda como Entarō Hōjō, Yoshie Ichige como San Hōjō y Mana Ashida como Chizuko Hōjō.

### Película de anime
También se adaptado a una película de anime en 2016 dirigida por Sunao Katabuchi y producida por el estudio MAPPA.

### Serie de televisión
Una serie de acción en vivo de nueve episodios de la serie fue transmitida del 15 de julio al 16 de septiembre de 2018 a las 21:00 (JST) los domingos por TBS . Matsumoto Honoka y Miu Arai interpretaron a Suzu (adulta y jove) y Tori Matsuzaka interpretó a Shusaku Hojo. Otros miembros del elenco incluyeron a Machiko Ono, Tomorowo Taguchi, Ran Ito, Sairi Ito, Kaho Tsuchimura y Sayu Kubota. El guionista fue Yoshikazu Okada ( Churasan, Hiyokko ), Nobuhiro Doi (Cuarteto) dirigió la serie, con música de Joe Hisaishi.

## Recepción
El manga fue un trabajo recomendado por el jurado en el Festival de Artes de Medios de Japón de 2008, y al año siguiente, ganó el Premio a la Excelencia. Se ha notado un tono "parecido a un cuento popular" en la obra y se ha elogiado el humor de Kōno.
El especial de televisión recibió una rating de 12,7.
El manga tenía más de 1 millón de copias impresas en marzo de 2018.